# Konstandinos Mawropanos
Konstandinos Mawropanos (gr. Κωνσταντίνος Μαυροπάνος; ur. 11 grudnia 1997 w Atenach) – grecki piłkarz występujący na pozycji obrońcy w angielskim klubie West Ham United oraz w reprezentacji Grecji. 
Wychowanek Apollonu Smyrnis, w swojej karierze grał także w takich zespołach, jak PAS Janina, Arsenalu, 1. FC Nürnberg oraz VfB Stuttgart.